# 8050問題

日本人口

8050問題（8050問題），是日本的一個社會問題，是指50岁左右的家里蹲子女要靠80岁左右的双亲贍養，而且一家孤立于社会之外。有人擔心如果對此類社會現象放任下去，8050问题将升级为9060问题。
8050問題由大阪府豐中市社会福祉協議会的勝部麗子提出。
2018年（平成30年），日本政府拨款13亿日元，希望為受到8050問題困擾的家庭提供援助。2019年（令和元年）3月，內閣府公布的调查显示，日本全國已有61.3万中年茧居族，其中近3/4是男性。39岁以下的茧居族约有54.1万人。
2020年（令和二年）6月5日，日本參議院通過《社會福祉法》。該法旨在應對8050問題，法律從2021年4月起施行。根據該法，日本當局将在日本各個市区町村构建一系列支援体系。

## 8050問題引發的事件
- 2018年（平成30年）1月，札幌一家天然氣供應商前往公寓抄錶時發現一對母女死在家中。死去的母親82歲，女兒52歲，女兒長期失業在家。母親先去世，隨後女兒孤獨死[6]。
- 2019年（令和元年）6月1日，元農水事務次官長男殺害事件。
- 2021年（令和三年）12月19日，北海道苫小牧市一名49岁的男子因為不滿自己的母親沒有給自己買手機，用菜刀的刀柄襲擊自己的母親[7]。
- 日本福岡市60岁男子松本淳二，30多年失業在家。2021年6月，松本淳二不滿出現認知障礙的父親打擾自己，於是將父親殺死，隨後又殺死自己的母親。2023年1月6日，松本淳二被判有期徒刑30年。[8]

## 另見
- 日本人口
- 就職冰河期
- 迷惘的一代
- 尼特族 / 家裡蹲
- 川崎殺傷事件
- 元農水事務次官長男殺害事件
- 涉谷露宿者殺人事件